# Ingvild Flugstadová Østbergová
Ingvild Flugstadová Østbergová (* 9. listopadu 1990 Gjøvik) je norská běžkyně na lyžích, která závodí ve Světovém poháru od roku 2008. Je všestrannou závodnicí – nejprve se prosazovala především ve sprintech, postupně se prosadila i v distančních závodech.

## Sportovní kariéra
Dlouho byla považována za specialistku na sprinty. Že je s ní třeba počítat i na distančních tratích, dokázala v roce 2016 vítězstvím v závodu Světového poháru v Davosu na 15 km volně. Zatím nejúspěšnější pro ní byla sezóna 2018/19, kdy se stala vítězkou Tour de Ski, což bylo základem i jejího vítězství v celkovém pořadí Světového poháru. V Tour de Ski Østbergová v minulosti již dvakrát vybíhala do poslední etapy na prvním místě – v roce 2016 a také o dva roky později. Ale v obou případech o vítězství ve stoupání na Alpe Cermis přišla. Tentokrát byla Østbergová nejrychlejší i v této etapě, pronásledovatelce Natalii Něprjajevové nedala šanci a svůj náskok zvýšila z 53 sekund na 2:42 minuty, čímž vytvořila rekord v ženské kategorii Tour. Úspěšnost sezóny pak dovršila ziskem pěti medailí na Mistrovství světa v Seefeldu, čímž se stala teprve čtvrtou ženou v historii s pěti medailemi z jednoho šampionátu.
Ovšem do následující sezóny Světového poháru 2019/20 nemohla ze zdravotních důvodů nastoupit, neboť nezískala zdravotní osvědčení, které se na norské reprezentanty v běhu na lyžích vztahuje a které vychází z doporučení Mezinárodního olympijského výboru.

## Největší úspěchy
- ZOH 2014: 2. místo ve sprintu, 1. místo ve sprintu dvojic (s Marit Bjørgenová)